# Věra Civínová
Věra Civínová rozená Faitlová (* 6. listopadu 1957 Praha) je bývalá československá sportovní plavkyně, účastnice olympijských her v roce 1972.

## Sportovní kariéra
Se závodním plaváním začínala v 7 letech v bazénu hotelu AXA v plaveckém oddíle Rudá hvězda. Patřila k první generaci pražských plavců zařazených do experimentální plavecké třídy na základní škole. Od svých 10 let se připravovala vrcholově (dloufázově) pod vedením Mileny Zachové. Specializovala se na plaveckou techniku motýlek. Její den začínal v 5 ráno odchodem do bazénu AXA. Po odplavaných 3 kilometrech šla na osmou hodinu do školy v Korunovační ulici v Bubenči. Po škole následoval odpolední trénink, na kterém naplavala 7 km. Závodnímu plavání se věnoval i její starší bratr Ivan.
V roce 1970 ve svých necelých třinácti letech startovala na zářiovém seniorském mistrovství Evropy v Barceloně v pěti závodech. Na 200 m motýlek, který se na mistrovství Evropy plaval poprvé, postoupila posledním osmým nejlepším časem 2:37,0 do finále. Ve finále by jí však ani výrazné zlepšení československého rekordu 2:34,2 k lepšímu než 8. místo nestačilo. Na 100 m motýlek a 200 m a 400 m polohový závod nepostoupila z rozplaveb. S polohovou štafetou na třetím úseku rozplaveb uspíšila předávku a po skončení závodu byla štafeta diskvalifikována. Mistrovství odplavala s tržnou ranou na chodidle.
V roce 1971 se v začátku letní sezóny trápila s vleklým onemocněním, zánětem očních dutin. Na srpnovém juniorském mistrovství Evropy v Rotterdamu však vybojovala v československém rekordu 2:30,1 stříbrnou medaili na 200 m motýlek. V září se jí zdravotní problémy vrátily a až do konce roku prakticky nebyla ve vodě.
V olympijském roce 1972 začala s přípravou po několikaměsíční pauze v lednu. Začátkem července vylepšila československý rekord na 100 m motýlek (1:07,8) a v závěru července vylepšila československý rekord na dvojnásobné trati 200 m motýlek (2:27,0). Na olympijské hry v Mnichově koncem srpna odjížděla s vědomím, že pro postup do finále musí výrazně zlepšit své osobní a československé rekordy. Naději dávalo jejich 100 m motýlek z republikové mistrovství, kde v polohové štafetě zaplavala čas pod 67 sekund (1:06,8). Formu do Mnichova si však nepřivezla. Na 100 (1:08,18) i 200 m (2:29,34) motýlek zaostala za svými osobními rekordy a z rozplaveb nepostoupila.
V roce 1973 stále pokračoval její výkonnostní růst. Koncem března při mezistátním utkání ČSSR vs. Jugoslávie vylepšila československý rekord na 200 m motýlek časem 2:25,9. Na jaře končila devítiletou základní školu a skládala přijímačky na střední školu. Příprava na letní sezónu nebyla optimální. V červnu sice zaplavala nový československý rekord na 100 m motýlek časem 1:06,2, ale do premiérového mistrovství světa v Bělehradě své osobní rekordy nezlepšila. V září v Bělehradě zaplavala 100 (1:07,93) i 200 m (2:29,72) hluboko pod své možnosti a nepostoupila z rozplaveb.
V roce 1974 začala její výkonnost stagnovat. Nezvládala skloubit studium střední školy a vrcholové plavecké přípravy. Evropská a světová špička se jí začala každým rokem vzdalovat. V olympijském roce 1976 zůstala daleko za limity potřebnými k účasti na olympijských hrách v Montréalu.
Sportovní kariéru ukončila v únoru 1978. Věnovala se politické a funkcionářské práci. Vyrostla v rodině, kde oba rodiče byli členy strany i po roce 1968. Od malička stoupala hierarchií mládežnické organizace SSM, kde byla dávaná jako vzor mladým lidem.
K závodnímu plavání se vrátila později jako veteránka.